# Goodnight Girl
Goodnight Girl is een nummer van de Schotse band Wet Wet Wet uit 1992. Het is de derde single van hun vierde studioalbum High on the Happy Side.
"Goodnight Girl" is een rustige ballad. Het nummer werd een hit op de Britse eilanden, Oceanië en in het Duitse en Nederlandse taalgebied. Het bereikte de nummer 1-positie in het Verenigd Koninkrijk. In de Nederlandse Top 40 wist het de 2e positie te bereiken, en in de Vlaamse Radio 2 Top 30 de 7e.
In 1994 werd een nieuwe versie van het nummer uitgebracht, getiteld Goodnight Girl '94. Deze versie bereikte de 11e positie in de Nederlandse Top 40, en de 15e in de Vlaamse Radio 2 Top 30.

## NPO Radio 2 Top 2000
Goodnight Girl stond alleen in 2001 in de NPO Radio 2 Top 2000, op plek 1642.